# Avokaya
Pour les articles homonymes, voir Avukaya.
L’avokaya est une langue nilo-saharienne de la branche des langues soudaniques centrales parlée dans le Soudan du Sud, ainsi que dans le Faradje, en République démocratique du Congo.

## Classification
L'avokaya est une langue nilo-saharienne classée dans le sous-groupe moru-madi des langues soudaniques centrales.

## Écriture
| Majuscules | A | Ạ  | B   | ʼB | C   | D  | ʼD | Dr | E | F | G | Gb | H | I  | Ị | J | K | Kp | L | M  | Mb | Mv |
| Minuscules | a | ạ  | b   | ʼb | c   | d  | ʼd | dr | e | f | g | gb | h | i  | ị | j | k | kp | l | m  | mb | mv |
| Majuscules | N | Nd | Ndr | Ng | Ngb | Nj | Ny | Ŋ  | O | P | R | S  | T | Tr | U | V | W | ʼW | Y | ʼY | Z  | ʼ  |
| Minuscules | n | nd | ndr | ng | ngb | nj | ny | ŋ  | o | p | r | s  | t | tr | u | v | w | ʼw | y | ʼy | z  | ʼ  |

Les tons sont indiqués à l’aide de diacritiques :
- le ton haut est indiqué avec un accent aigu sur la voyelle  : ‹ á, ạ́, é, í, ị́, ó, ú › ;
- le ton moyen est indiqué avec un accent circonflexe sur la voyelle  : ‹ â, ậ, ê, î, ị̂, ô, û › ;
- le ton bas est indiqué avec un tilde sur la voyelle  : ‹ ã, ạ̃, ẽ, ĩ, ị̃, õ, ũ › ;
- le ton montant est indiqué sur deux voyelles en combinant le tilde et l’accent circonflexe: ‹ ãâ, ạ̃ậ, ẽê, ĩî, ị̃ị̂, õô, ũû ›.

## Phonologie
Les tableaux présentent les voyelles de l'avokaya.

### Voyelles
|         | Antérieure             | Centrale               | Postérieure |
| ------- | ---------------------- | ---------------------- | ----------- |
| Fermée  | ‹ i › [i] ‹ ị, ï › [-] |                        | u [u]       |
| Moyenne | ‹ e › [e]              |                        | ‹ o › [o]   |
| Ouverte |                        | ‹ ạ, ä › [ə] ‹ a › [a] |             |

### Deux types de voyelles
L'avokaya, comme de nombreuses langues nilo-sahariennes, différencie les voyelles selon leur lieu d'articulation. Elles sont soit prononcées avec l'avancement de la racine de la langue, soit avec la rétraction de la racine de la langue.
Les voyelles avec avancement de la racine de la langue sont [ï], [u], [ä].
Les voyelles avec rétraction de la racine de la langue sont [i], [e], [o], [a] .  

### Une langue tonale
L'avokaya est une langue tonale.

## Sources
- (en) Lynne Callinan, « Sentence constructions in Avokaya », Occasional papers in the study of sudanese languages, Juba, Summer Institute of Linguistics, Institute of Regional Languages, College of Education University of Juba, no 5,‎ 1984 (lire en ligne)
- (en) Rhonda L. Hartell, « Avokaya », dans Alphabets of Africa, Dakar, Unesco, 1993 (lire en ligne)
- (en) Eileen Kilpatrick, « Orthographies of Moru-Maʼdi languages », dans Occasional Papers in the Study of Sudanese Languages No. 9, 2004 (lire en ligne), p. 85-91